# 第144親衛自動車化狙撃師団 (ロシア陸軍)
第144親衛自動車化狙撃師団（だい144しんえいじどうしゃかそげきしだん、ロシア語: 144-я гвардейская мотострелковая дивизия）は、ロシア陸軍の師団。第20親衛諸兵科連合軍隷下。

## 概要

### ロシア内戦
1922年7月20日、ロシア内戦の影響に伴い、赤軍の第32狙撃師団としてロシア・ソビエト連邦社会主義共和国で創設された。
1938年8月、張鼓峰事件に投入され、日本軍と交戦し、赤旗勲章を授与された。

### 第二次世界大戦

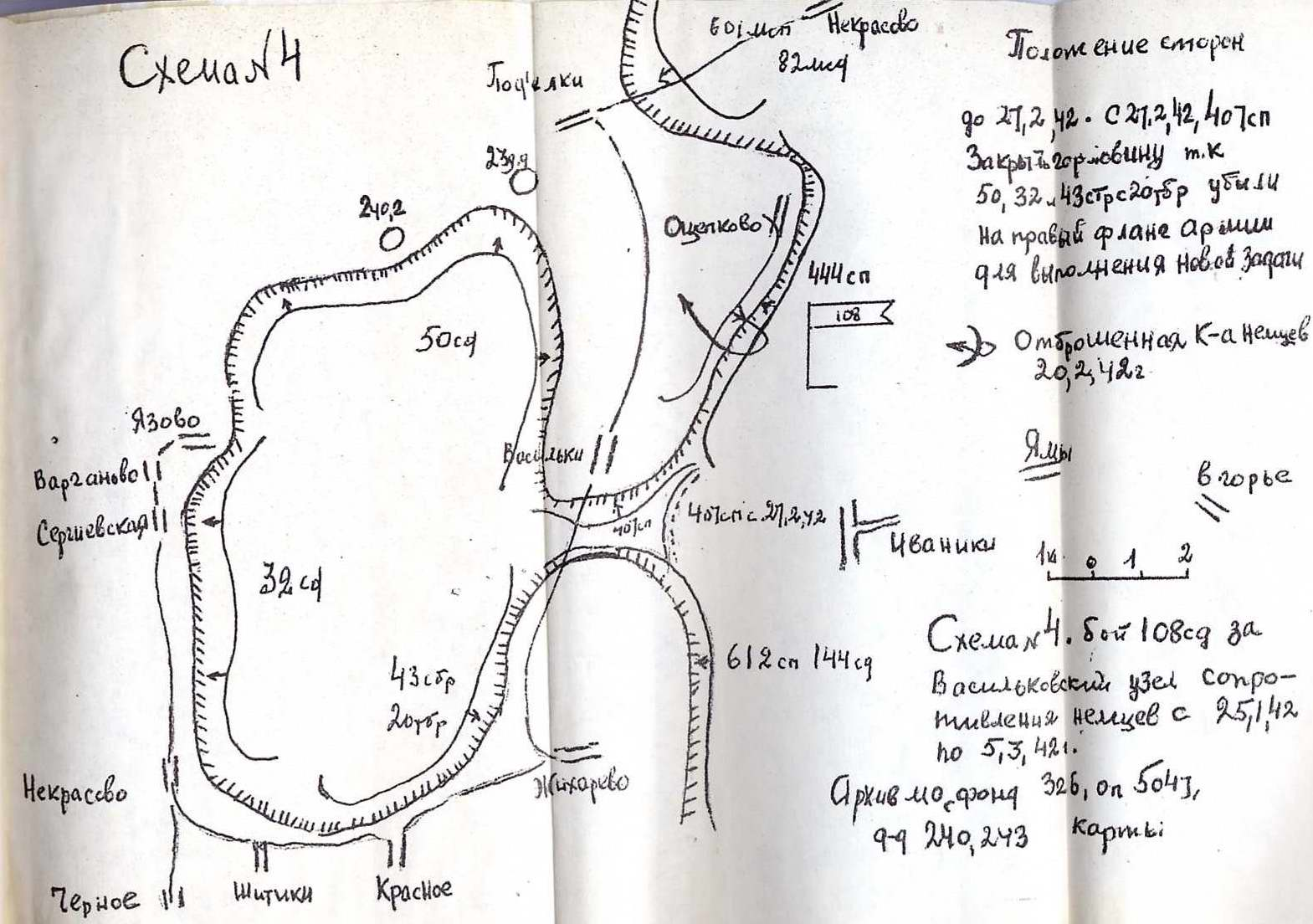
モスクワの戦いの配置図

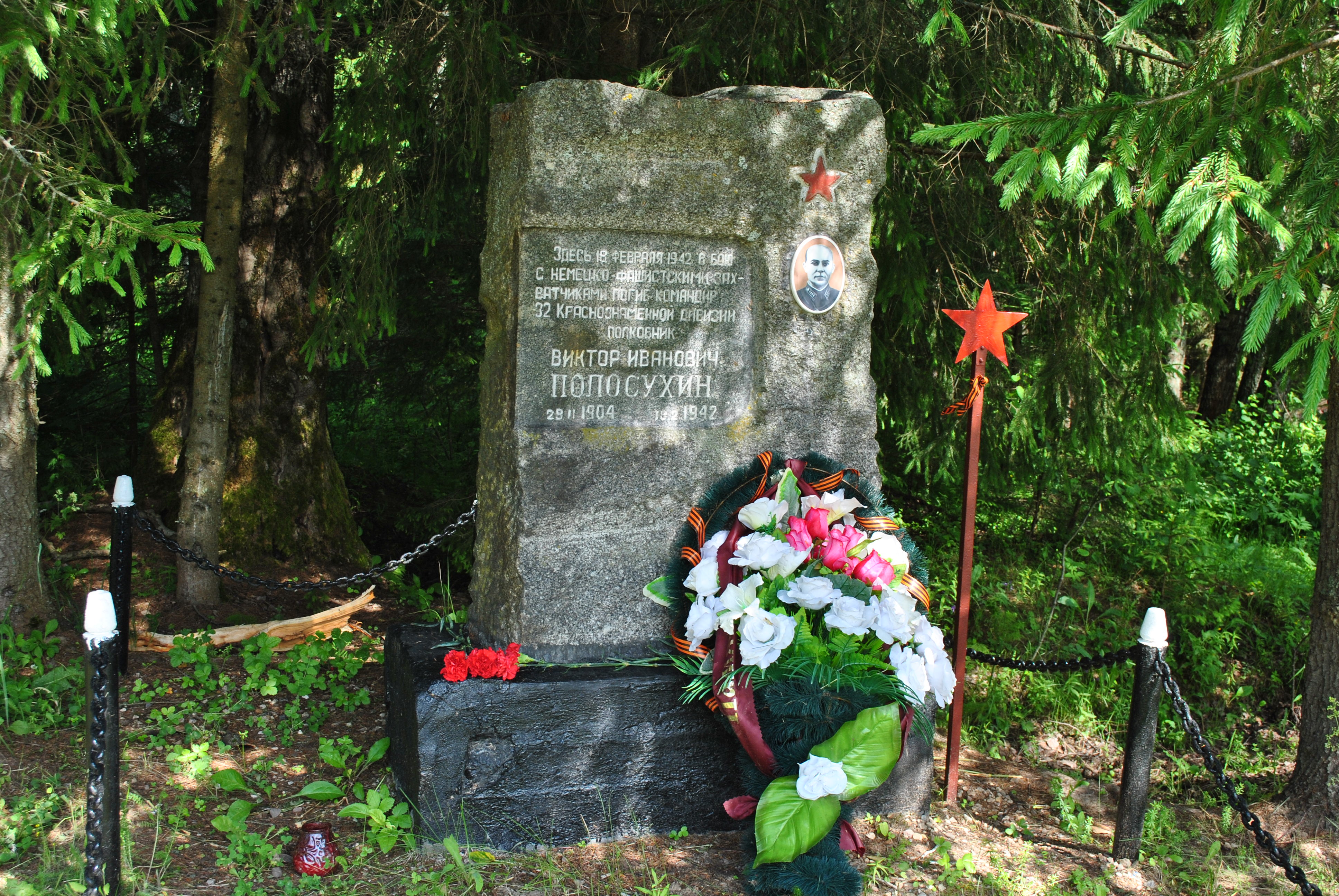
ヴィクトル・ポロスキン師団長の記念碑

1941年9月から第二次世界大戦に投入され、ヴィクトル・ポロスキン師団長が戦死したが、枢軸国に勝利し、2等スヴォーロフ勲章、名誉称号「親衛隊」、「エリニャ」を授与され、第29親衛狙撃師団に改称された。

### 冷戦
1946年7月、エストニア・ソビエト社会主義共和国に移駐し、第36親衛機械化師団に改編された。
1957年6月、歩兵部隊化に伴い、第36親衛自動車化狙撃師団に改編された。
1960年5月、第8親衛自動車化狙撃師団の第2編成（現キルギス共和国軍第8親衛自動車化狙撃師団）に再編され、第8師団の部隊名、歴史、栄誉を継承して第36師団は消滅した。
1967年12月、第8親衛自動車化狙撃師団隷下の第254親衛自動車化狙撃連隊を基幹に第144親衛自動車化狙撃師団としてエストニア・ソビエト社会主義共和国で再編された。

### ロシア陸軍
1992年5月、ソビエト連邦の崩壊とロシアの独立で創設されたロシア陸軍に編入した。
1993年2月、スモレンスク州に移駐し、第4944装備保管基地に改編されて2007年に解隊された。
2016年12月、第28独立自動車化狙撃旅団を基幹にスモレンスク州で再編された。

### ロシアのウクライナ侵攻

#### 北東部・ハルキウ戦線
2022年2月24日、ロシアのウクライナ侵攻で第6諸兵科連合軍と合同でロシア・ベルゴロド州から攻勢を開始し、侵攻初日に北東部ハルキウ州ハルキウ市内中心部まで進軍したが、3日間の市街戦の末に撃退された。
2022年3月、北東部ハルキウ州イジューム地区で攻勢を開始し、大損害を受けたがイジュームを占領した。並行してハルキウ攻略も目指していたが、第59親衛戦車連隊が全滅し、アレクサンドル・ベスパロフ連隊長、エゴール・メレシェンコ参謀長が戦死して撃退された。9月上旬にはウクライナ軍の攻勢でハルキウ州の大部分を解放されて撤退したが、友軍の撤退支援で殿を務めてオスコル川の防衛線で大損害を受けた。

#### 東部・バフムート戦線
2022年9月下旬、激戦地の東部ドネツィク州バフムート地区に再配置されたが、度重なる激戦で損耗していたため全滅した。

#### 東部・スヴァトヴェ-クレミンナ戦線
2023年4月、東部ルハーンシク州セヴェロドネツィク地区に再配置され、兵員を9月下旬に発表されたばかりの動員兵で充足して再編され、部隊を強化するために第283自動車化狙撃連隊が新編された。クレミンナ西のリマン方面で攻勢を開始したが、5月に第148独立偵察大隊のウラジーミル・アセーエフ大隊長が戦死し、6月には出撃前にクレミンナで第20親衛諸兵科連合軍のスクラブ・アフメドフ司令官の到着を待ち整列していたところをウクライナ軍に砲撃され、死傷者200人の損害を受けたとクレムリン系軍事ブロガーのミハイル・ズビンチュクやワグネル・グループが報告した。以後も第488親衛自動車化狙撃連隊のアマドゥ・エクチェベエフ大隊長、第59親衛戦車連隊のセルゲイ・ボルスク副連隊長が戦死した。2024年9月にウクライナ軍のドローン攻撃で第59親衛戦車連隊のすべてが焼かれたとして、ロシア正教会のビクトル・レノク司祭が「神よ、お救いください！」と部隊への支援と救いを求めた。
2024年3月、第488親衛自動車化狙撃連隊は攻勢を開始したものの、車列にT-90戦車とMT-LBが各1両ずつ含まれていた以外に中国製のデザートクロス1000-3と呼ばれるゴルフカートを使用して攻撃した。反撃したウクライナ軍第60旅団はクラスター爆弾と無人機で攻撃し、T-90戦車を含む多数の兵器が破壊された。

#### ロシア・クルスク戦線
2024年8月、第488親衛自動車化狙撃連隊がロシア・クルスク州に再配置され、友軍の救援でスジャ方面に展開した。9日に再配置され、10日に動員兵の団員が捕虜となった。

## 編制
- 師団司令部（スモレンスク）
- 第254親衛自動車化狙撃連隊
- 第283自動車化狙撃連隊
- 第488親衛自動車化狙撃連隊
- 第59親衛戦車連隊
- 第856親衛自走砲連隊
- 第1259独立対戦車砲大隊
- 第673独立防空大隊

- 第148独立偵察大隊
- 第340独立工兵大隊
- 第686独立通信大隊
- 第1032独立兵站大隊
- 第150独立衛生大隊
- 電子戦中隊
- NBC防護中隊
- 無人機中隊

## 出身者
- ワレリー・ゲラシモフ